# 유서행
유서행(劉胥行, ? ~ 기원전 112년) 또는 유서는 전한 중기의 제후로, 강도역왕의 아들이다.

## 행적
원삭 원년(기원전 128년), 호숙후(胡孰侯)에 봉해졌다.
원정 5년(기원전 112년)에 죽으니 시호를 경(頃)이라 하였고, 아들 유성이 작위를 이었다.

## 출전
- 사마천, 《사기》 권21 건원이래왕자후자연표
- 반고, 《한서》 권15상 왕자후표 上